# 東京オペラ・プロデュース
東京オペラ・プロデュースは、松尾洋が創設した、日本のオペラ団体である。1975年（昭和50年）創設。数多くのオペラ歌手を輩出している。43周年目にあたる2017年5月に新国立劇場にて上演された『ラインの妖精』にて、100回目の定期公演を達成した。2019年5月にNPO法人としてオペラ制作業務を受け継ぐ。
2017年までに延べ8000名の出演者（オペラ歌手、合唱団、オーケストラ含む）、制作スタッフ延べ6000名。15万人の動員をしてきた。本公演の他にも地方海外公演として、神戸、大販、山口、長崎、長野、福井、栃木、富山、山梨など地方公演を開催の他、台湾、香港、メキシコ、韓国、オーストラリアでの海外公演も積極的に行っている。
多くの声楽家に対して門戸を開き、二期会や藤原歌劇団などに所属しているオペラ歌手もキャスティングするなど、団体の垣根を超えた活動を行っている。公演・演目の特徴として、日本初演となるオペラを発掘する活動を積極的に行っている。現在の代表は、創設者松尾洋の妻であり、プロデューサーでもある松尾史子（プロデューサーとしては竹中史子として活動）。

## 事業の概要
- オペラ公演
- 演奏会および研修講座などの開催
- 声楽家、オペラ歌手、合唱団の育成

## 中心メンバー
- 現代表：松尾史子、プロデューサーとしての名前は竹中史子
- 名誉代表：松尾洋（創設者、2008年没）
- 指揮者：時任康文
- 指揮者：飯坂純
- 演出家：馬場紀雄
- 演出家：八木清市
- 演出家：太田麻衣子
- 演出家：島田道生
- 事務局：寺越喜美

## 受賞歴
- 1995年 ジロー・オペラ賞特別賞受賞
- 2008年 第5回三菱UFJ信託音楽賞・奨励賞受賞
- 松尾史子に平成25年度文化庁長官表彰・受賞
- 2017年 第14回三菱UFJ信託音楽賞・奨励賞受賞

## 沿革
- 1975年（昭和50年）4月、松尾洋により創設。
- 1984年（昭和59年）4月、歌手養成機関として「東京オペラ・インスティテュート」を開設。
- 1999年（平成11年）声楽家、器楽、指揮、演出、文芸の芸術家を基盤メンバーとして登録する内部組織東京オペラ・プロデュースメンバー会を設立、東京オペラ・プロデュースサポート会を団体としての財政基盤強化のために設立。
- 2008年（平成20年） 創設者松尾洋が他界し、妻の松尾史子が代表に就任。
- 2017年（平成29年） 定期公演100回を達成
- 2017年（平成29年） 東京都池袋のホテルメトロポリタン池袋にて、定期公演100回達成記念祝賀パーティーを開催。65名のオペラ歌手が登壇。

## 公演歴

### 国内＋海外
- 第1回 1975年7月 『ミラクル博士』『スペインの時』、会場：杉並公会堂、指揮：星出豊、演出：三谷礼二/出口典雄
- 第2回 1975年12月 『燃える炉』、会場：東京聖三一教会、指揮：田中信昭、演出：内垣啓一
- 第3回 1976年6月 『オリー伯爵』、会場：東京郵便貯金ホール、指揮：尾高忠明、演出：佐藤信
- 第4回 1976年9月 『ふしぎなお芝居』、会場：東京聖三一教会、指揮：木村彰宏、演出：出口典雄
- 第5回 1976年12月 『放蕩息子』、会場：東京聖三一教会指揮：田中信昭、演出：早野寿郎
- 第6回 1977年9月 『カーリュー・リヴァー』、会場：東京聖三一教会指揮：黒岩英臣、演出：早野寿郎
- 第7回 1978年1月 『ペレアスとメリザンド』、会場：東京郵便貯金ホール、指揮：若杉弘、演出：佐藤信
- 第8回 1978年9月 『赤電車』『消えた男のメモランダム』、会場：草月ホール、指揮：林光、演出：佐藤信
- 第9回 1979年1月 『サロメ』、会場：東京郵便貯金ホール、指揮：黒岩英臣、演出：鈴木啓介
- 第10回 1979年3月 『教会オペラ三部作』、会場：東京聖三一教会、指揮：黒岩英臣、演出：早野寿郎
- 第11回 1979年9月 『セビリアの理髪師』、会場：東京郵便貯金ホール、指揮：黒岩英臣、演出：佐藤信
- 第12回 1980年1月 『メドゥーサの罠』『木の匙』、会場：中野文化センター、指揮：金井紀子、演出：出口典雄
- 第13回 1980年7月 『カプリッチオ』、会場：東京郵便貯金ホール、指揮：若杉弘、演出：鈴木啓介
- 第14回 1981年2月 『オルフェの不幸』『スペインの時』、会場：中野文化センター、指揮：松本紀久雄、演出：中村哮夫
- 第15回 1981年10月 『ジョニーよヴァイオリンをとれ』、会場：中野文化センター、指揮：青島広志、演出：宮島晴彦
- 第16回 1982年1月 『黄金の国』、会場：中野文化センター、指揮：青島広志、演出：小田健也
- 第17回 1982年2月 『ペレアスとメリザンド』、会場：東京文化会館大ホール、指揮：黒岩英臣、演出：佐藤信
- 第18回 1982年11月 『ビバ!ラ・マンマ』、会場：日本都市センターホール、指揮：福森湘、演出：清水義夫
- 第19回 1983年1月 『黄金の国』、会場：東京文化会館大ホール、指揮：三石精一、演出：小田健也
- 第20回 1983年9月 『セビリアの理髪師』、会場：日本都市センターホール、指揮：三石精一、演出：出口典雄
- 第21回 1984年1月 『ビバ!ラ・マンマ』、会場：東京文化会館大ホール、指揮：福森湘、演出：清水義夫
- 第22回 1984年9月 『黒蜥蜴』、会場：日本都市センターホール、指揮：三石精一、演出：出口典雄
- 第23回 1985年1月 『声』『スペインの時』、会場：練馬文化センター小ホール、指揮：松本紀久雄、演出：出口典雄
- 第24回 1985年3月 『フィガロの結婚』、会場：日本都市センターホール、指揮：佐藤巧太郎、演出：出口典雄
- 第25回 1985年7月 『カーリュー・リヴァー』、会場：草月ホール、指揮：三沢洋史、演出：松尾洋
- 第26回 1985年10月 『ねじの回転』、会場：日本都市センターホール、指揮：ヤン・ポッパー、演出：出口典雄
- 第27回 1986年1月 『黄金の国』、会場：日本都市センターホール、指揮：青島広志、演出：出口典雄
- 第28回 1986年10月 『ビバ!ラ・マンマ』、会場：日本都市センターホール、指揮：国分誠、演出：出口典雄
- 第29回 1987年1月 『サロメ』、会場：渋谷パルコ・スペース・パートⅢ、指揮：平島誠也、演出：出口典雄
- 第30回 1987年3月 『リゴレット』、会場：東京文化会館大ホール、指揮：フォルカー・レニッケ、演出：出口典雄
- 第31回 1987年7月 『ビバ!ラ・マンマ』、会場：吹田市文化会館メイシアター大ホール、指揮：松岡究、演出：出口典雄
- 第32回 1987年12月 『蝶々夫人』、会場：日本都市センターホール指揮：松岡究、演出：松尾洋
- 第33回 1988年3月 『シモン・ボッカネグラ』、会場：簡易保険ホール、指揮：ニーノ・ボナヴォロンタ、演出：マダウ・ディアツ
- 第34回 1989年5月 『蝶々夫人』、会場：日本都市センターホール、指揮：松岡究、演出：松尾洋
- 第35回 1989年6月 『オテロ』、会場：東京グローブ座、指揮：星出豊、演出：出口典雄
- 第36回 1990年6月 『オテロ』、会場：日本都市センターホール、指揮：松岡究、演出：出口典雄/松尾洋
- 第37回 1991年2月 『蝶々夫人』、会場：日本都市センターホール、指揮：松本紀久雄、演出：松尾洋
- 第38回 1991年6月 『ドン・ジョヴァンニ』、会場：パナソニック・グローブ座、指揮：フォルカー・レニッケ、演出：松尾洋
- 第39回 1991年9月 『ビバ!ラ・マンマ』、会場：日本都市センターホール、指揮：松岡究、演出：松尾洋
- 第40回 1992年2月 『魔笛』、会場：サンパール荒川大ホール、指揮：原田茂生、演出：髙岸未朝
- 第41回 1992年6月 『ドン・ジョヴァンニ』、会場：パナソニック・グローブ座、指揮：宮松重紀、演出：松尾洋
- 第42回 1992年9月 『オテロ』、会場：パナソニック・グローブ座、指揮：松本紀久雄、演出：松尾洋
- 第43回 1993年3月 『椿姫』、会場：メルパルクホール、指揮：三石精一、演出：松尾洋
- 第44回 1993年7月 『ロメオとジュリエット、会場：パナソニック・グローブ座、指揮：松岡究、演出：松尾洋
- 第45回 1993年9月 『魔笛』、会場：かつしかシンフォニーヒルズ大ホール、指揮：原田茂生、演出：原田茂生
- 第46回 1994年3月 『ラ・ボエーム』、会場：かつしかシンフォニーヒルズ大ホール、指揮：エンリーケ・マッツォーラ、演出：松尾洋
- 第47回 1994年10月 『ロメオとジュリエット』、会場：パナソニック・グローブ座、指揮：松岡究、演出：松尾洋
- 第48回 1994年11月 『海の駅』『じゅうにつき』、会場：こまばエミナース、指揮：松岡究、演出：松尾洋
- 第49回 1995年2月 『ナクソス島のアリアドネ』、会場：なかのZERO大ホール、指揮：若杉弘、演出：平尾力哉
- 第50回 1995年6月 『ベアトリスとベネディクト』、会場：パナソニック・グローブ座、指揮：松岡究、演出：松尾洋
- 第51回 1995年9月 『トスカ』、会場：メルパルク・ホール、指揮：エンリーケ・マッツォーラ、演出：松尾洋
- 第52回 1996年9月 『恋愛禁制』、会場：パナソニック・グローブ座、指揮：松岡究、演出：松尾洋
- 第53回 1997年1月 『ビバ!ラ・マンマ』、会場：なかのZERO大ホール、指揮：エンリーケ・マッツォーラ、演出：松尾洋
- 第54回 1997年3月 『ロメオとジュリエット』、会場：新宿文化センター大ホール、指揮：三石精一、演出：松尾洋
- 第55回 1997年6月 『ハムレット』、会場：パナソニック・グローブ座、指揮：松岡究、演出：松尾洋
- 第56回 1997年9月 『オリー伯爵』、会場：北とぴあ・さくらホール、指揮：エンリーケ・マッツォーラ、演出：松尾洋
- 第57回 1998年2月 『恋はご法度』、会場：新国立劇場中劇場、指揮：松岡究、演出：松尾洋
- 第58回 1998年7月 『ロメオとジュリエット』、会場：新国立劇場中劇場、指揮：松岡究、演出：松尾洋
- 第59回 1998年10月 『ベアトリスとベネディクト』、会場：なかのZERO大ホール、指揮：松岡究、演出：松尾洋
- 第60回 1999年4月 『ハムレット』、会場：新国立劇場中劇場、指揮：松岡究、演出：松尾洋
- 第61回 2002年2月 『無口な女』、会場：なかのZERO大ホール、指揮：松岡究、演出：松尾洋
- 第62回 2000年7月 『オテロ』、会場：新国立劇場中劇場、指揮：松岡究、演出：松尾洋
- 第63回 2001年1月 『王国の一日』、会場：新国立劇場中劇場、指揮：松岡究、演出：八木清市
- 第64回 2001年12月 『二人のフォスカリ』、会場：新国立劇場中劇場、指揮：松岡究、演出：松尾洋
- 第65回 2002年3月 『無口な女』、会場：新宿文化センター大ホール、指揮：松岡究、演出：松尾洋
- 第66回 2002年9月 『恋するサー・ジョン』、会場：新国立劇場中劇場、指揮：時任康文、演出：松尾洋
- 第67回 2003年2月 『当惑した家庭教師』、会場：なかのZERO大ホール、指揮：松岡究、演出：松尾洋
- 第68回 2003年2月 『魔笛』、会場：めぐろパーシモンホール 大ホール、指揮：松岡究、演出：松尾洋
- 第69回 2004年1月 『当惑した家庭教師』、会場：新国立劇場中劇場、指揮：松岡究、演出：松尾洋
- 第70回 2004年3月 『カプリッチォ』、会場：なかのZERO大ホール、指揮：松岡究、演出：松尾洋
- 第71回 2004年11月 『地獄のオルフェ』、会場：なかのZERO大ホール、指揮：時任康文、演出：松尾洋
- 第72回 2005年1月 『とてつもない誤解』、会場：新国立劇場中劇場、指揮：松岡究、演出：松尾洋
- 第73回 2005年3月 『蝶々夫人』、会場：なかのZERO大ホール、指揮：チェ・ソンヨン、演出：松尾洋
- 第74回 2005年7月 『ヴァンパイア（吸血鬼）』、会場：新国立劇場中劇場、指揮：時任康文、演出：松尾洋
- 海外2005年9月 『夕鶴』、会場：メキシコシティ／メリダ／グアナファト、指揮：J.デムスター、演出：井原広樹
- 第75回 2005年11月 『放蕩者のなりゆき』、会場：東京芸術劇場中ホール、指揮：佐藤正浩、演出：松尾洋
- 第76回 2006年3月 『カルメン』、会場：なかのZERO大ホール、指揮：松岡究、演出：馬場紀雄
- 海外2006年6月 『かぐや姫』、会場：オーストラリア・ルエレンホール、指揮：平井秀明、演出：直井研二
- 第77回 2006年9月 『ロドリーグとシメーヌ（英語版）』、会場：北とぴあ・さくらホール、指揮：高野秀峰、演出：松尾洋
- 第78回 2007年1月 『ルイーズ』、会場：新国立劇場中劇場、指揮：時任康文、演出：松尾洋
- 第79回 2007年6月 『地獄のオルフェ』、会場：なかのZERO大ホール、指揮：高野秀峰、演出：松尾洋
- 海外2007年9月 『蝶々夫人』、会場：テグ・オペラハウス、指揮：D.アジーマン、演出：井原広樹
- 第80回 2007年9月 『ロメオとジュリエット』、会場：めぐろパーシモンホール 大ホール、指揮：M.ティトット、演出：松尾洋
- 第81回 2008年2月 『妖精』、会場：新国立劇場中劇場、指揮：M.ティトット、演出：松尾洋／八木清市
- 第82回 2008年7月 『美しいパースの娘』、会場：新国立劇場中劇場、指揮：松岡究、演出：八木清市
- 第83回 2009年1月 『じゃじゃ馬ならし』、会場：新国立劇場中劇場、指揮：松岡究、演出：馬場紀雄
- 第84回 2009年10月 『エトワール（星占い）』、会場：大田区民ホール・アプリコ大、指揮：飯坂純、演出：八木清市
- 第85回 2010年1月 『マダム・サン・ジェーヌ』、会場：新国立劇場中劇場、指揮：時任康文、演出：彌勒忠史
- 第86回 2010年12月 『シラノ・ド・ベルジュラック』、会場：新国立劇場中劇場、指揮：時任康文、演出：馬場紀雄
- 第87回 2011年3月 『フォルテュニオ』、会場：なかのZERO大ホール、指揮：飯坂純、演出：池田理代子
- 第88回 2011年7月 『ブリーカー街の聖女』、会場：新国立劇場中劇場、指揮：飯坂純、演出：八木清市
- 第89回 2012年1月 『修道院での結婚』、会場：新国立劇場中劇場、指揮：飯坂純、演出：八木清市
- 第90回 2012年6月 『エロディアード』、会場：新国立劇場中劇場、指揮：飯坂純、演出：八木清市
- 第91回 2013年2月 『ロビンソン・クルーソー（英語版）』、会場：新国立劇場中劇場、指揮：石坂宏、演出：太田麻衣子
- 第92回 2013年7月 『ラ・フィアンマ』、会場：新国立劇場中劇場、指揮：石坂宏、演出：八木清市
- 第93回 2014年2月 『ミレイユ』、会場：新国立劇場中劇場、指揮：飯坂純、演出：池田理代子
- 第94回 2014年10月 『戯れ言の饗宴』、会場：新国立劇場中劇場、指揮：時任康文、演出：馬場紀雄
- 第95回 2015年2月 『シンデレラ』、会場：新国立劇場中劇場、指揮：飯坂純、演出：太田麻衣子
- 第96回 2015年7月 『復活』、会場：新国立劇場中劇場、指揮：飯坂純、演出：馬場紀雄
- 第97回 2016年2月 『青ひげ』、会場：なかのZERO大ホール、指揮：飯坂純、演出：島田道生
- 第98回 2016年10月 『グリゼリディス（英語版）』、会場：新国立劇場中劇場、指揮：飯坂純、演出：太田麻衣子
- 第99回 2017年2月 『ベルファゴール』、会場：新国立劇場中劇場、指揮：時任康文、演出：馬場紀雄[1]
- 第100回 2017年5月 『ラインの妖精（英語版）』、会場：新国立劇場中劇場、指揮：飯坂純、演出：八木清市
- 第101回 2017年11月『ビバ！ラ・マンマ』、会場：新国立劇場中劇場、指揮：飯坂純、演出：馬場紀雄[2]
- 第102回 2018年9月 『ルイーズ』、会場：新国立劇場中劇場、指揮：飯坂純、演出：馬場紀雄[3]
- 第103回 2019年3月 『ロメオとジュリエット』、会場：なかのZERO大ホール、指揮：飯坂純、演出：八木清市
- 第104回 2019年9月 『エトワール』、会場：新国立劇場中劇場、指揮：飯坂純、演出：八木清市
- 第105回 2020年2月 『サンドリヨン』、会場：なかのZERO大ホール、指揮：飯坂純、演出：太田麻衣子（新型コロナウィルスの拡散抑制のため無観客公演。ビデオ撮影のみ）

### 地方公演
- 第1回 1983年4月 『黄金の国』、会場：長崎市民公会堂、主催：長崎市第一ライオンズ・クラブ
- 第2回 1983年7月9-10日 『黄金の国』、会場：毎日ホール、東京オペラ・プロデュース
- 第3回 1987年7月2-3日 『ビバ!ラ・マンマ』、会場：吹田市文化会館、東京オペラ・プロデュース
- 第4回 1990年12月22-24日 『オテロ』、会場：新神戸オリエンタル劇場、ダイエー
- 第5回 1991年12月21-25日 『蝶々夫人』、会場：新神戸オリエンタル劇場、ダイエー
- 第6回 1992年12月23-27日 『ビバ!ラ・マンマ』、会場：新神戸オリエンタル劇場、ダイエー
- 第7回 1993年10月 『魔笛』、会場：長野県立安曇野市中学校体育館
- 第8回 1993年11月15-20日 男声合唱団、会場：14各中学校ホール宇部市教育委員会
- 第9回 1993年12月22-26日 『椿姫』、会場：新神戸オリエンタル劇場、ダイエー
- 第10回 1994年3月 『魔笛』、会場：一ツ橋教育会館ホール、東京都幼稚園連盟
- 第11回 1994年4月16-17日 『ヘンゼルとグレーテル』、会場：熊本市小学校・北九州市中学校
- 第12回 1994年6月13-18日 『魔笛』、会場：長野県立小・中学校体育館
- 第13回 1994年6月 『魔笛』、会場：練馬文化センター大ホール学校法人 本郷中学校
- 第14回 1995年6月13-18日 『カルメン』、会場：福井市文化会館、福井県教育委員会
- 第15回 1995年7月 『トスカ』、会場：栃木市民会館、栃木女子高等学校
- 第16回 1995年9月 『トスカ』、会場：山梨県民ホール、山梨日日新聞社
- 第17回 1995年11月21・22・24日 『椿姫』、会場：足利市民会館、足利市高等学校
- 第18回 1996年1月11-15日 『ロミオとジュリエット』、会場：新神戸オリエンタル劇場 ダイエー
- 第19回 1996年6月 『カルメン』、会場：栃波市文化会館
- 第20回 1996年10月 『魔笛』、会場：新庄市民文化会館、新庄市高等学校
- 第21回 1996年11月26-28日 『トスカ』、会場：宇部市渡辺翁記念会館、宇部市教育委員会
- 第22回 1996年12月 『カルメン』、会場：土浦市民会館、土浦第一女子高等学校
- 第23回 1997年7月 『カルメン』、会場：明治大学付属中野八王子中学校・高等学校
- 第24回 1998年6月30日-7月1日 『ヘンゼルとグレーテル』、会場：宮城県矢本町立6各小学校、石巻市教育委員会
- 第25回 1998年11月 『カルメン』、会場：浜松市教育文化会館、静岡県立浜松南高等学校
- 第26回 1998年12月5-6日 『魔笛』、会場：香川県県民ホール

### その他・制作オペラ
- 杉原千畝物語オペラ「人道の桜」、2017年3月、新宿文化センター[4]